# Cenisia
Cenìsia (così anche in piemontese) è un quartiere situato nella zona centro-occidentale di Torino, facente parte della Circoscrizione 3 insieme agli altri quartieri San Paolo, Pozzo Strada, Lesna e Cit Turin.
È delimitato:
- a nord, dal tratto di Corso Vittorio Emanuele II tra Piazza Rivoli e Corso Inghilterra / Corso Castelfidardo (confine con Cit Turin)
- ad est, da Corso Castelfidardo (confine con Crocetta)
- a sud, da Corso Peschiera (confine con Borgo San Paolo)
- ad ovest, da Corso Trapani (confine con Pozzo Strada)

## Storia
Il nome derivò dall'omonima strada, che proveniva dalla vicina Valle di Susa e dal valico del Moncenisio, verso l'ingresso in città attraverso la Porta Segusina. Essa percorreva il territorio dell'attuale quartiere, che acquisì una certa importanza a partire dal XVII secolo, per la presenza di varie cascine, una per tutte la Porporata, di proprietà dei marchesi di Sampeyre. 
Nel XVIII secolo, il quartiere fu poi teatro di battaglie con le truppe francesi, particolarmente nel 1704, quando ne fecero il punto nevralgico del loro assedio. Qui, l'esercito francese intercettava i rifornimenti che provenivano da Susa. Due anni dopo, con la vittoria su Luigi XIV, i Savoia riconquistarono i territori, facendo oltre seicento prigionieri.
Il quartiere Cenìsia si popolò soprattutto durante gli anni dell'industria, contemporaneamente agli adiacenti quartieri, specialmente Borgo San Paolo, e legati alle nascenti fabbriche della Lancia, dell'Ansaldo, della Lux, della Nazzaro, del Ruotificio Italiano, etc.
Ne seguì una straordinaria crescita demografica e urbanistica del quartiere, formando un'unica area ad alta densità industriale ed operaia. A partire dagli anni ottanta, la vocazione industriale della città iniziò a venire meno, e con essa i maggiori stabilimenti abbandonarono il quartiere. Nel corso degli anni novanta, buona parte delle strutture abbandonate furono valorizzate da un recupero architettonico, finalizzato ad ospitare uffici pubblici, come il primissimo stabilimento della Lancia (1911, in stile liberty) in corso Peschiera/Corso Racconigi (oggi utilizzato come sede circoscrizionale), più la struttura popolarmente chiamata del Lingottino (in quanto simile al Lingotto, storico edificio industriale della FIAT), in Corso Racconigi/Via Vigone, ex FIP - Fabbrica Italiana Pianoforti, poi diventata sede tributaria.

## Cenisia nel ventunesimo secolo
Gli edifici e le vaste aree industriali furono quasi completamente recuperate e riqualificate. Come quanto accaduto nel vicino quartiere di Borgo San Paolo, queste aree furono destinate prevalentemente a opere di edilizia residenziale e commerciale.

In particolare, a ridosso di Corso Vittorio Emanuele II sono stati riqualificate parecchie aree storiche dismesse:
- l'ex-carcere torinese denominato "Le Nuove", oggi sede museale, eretto nel 1870 da Giuseppe Polani, quindi dismesso nei primi anni ottanta e sostituito con quello costruito nel quartiere Vallette, ai confini occidentali della città
- dietro al suddetto carcere, tra il primo tratto di Corso Castelfidardo e Via Borsellino, è situato lo storico complesso delle Officina Grandi Riparazioni ferroviarie di Torino (O.G.R.), ristrutturato ad area culturale, ricreativa ed espositiva
- Rimanendo sempre sul tratto di Corso Castelfidardo, fino a Corso Peschiera, negli anni duemila fu ampliata e modernizzata l'area adiacente al Politecnico di Torino, contenente la già preesistente Galleria del vento per gli esperimenti aerodinamici, quindi l'aggiunta di nuovi dipartimenti tecnici, più la piccola centrale termoelettrica Thermos su via Boggio, creando così un'unica grande zona universitaria, tagliata dalla cosiddetta Spina 1 della viabilità di Torino
- Negli anni duemila, il tratto settentrionale di via Boggio fu intitolato a Paolo Borsellino, dove sorse l'omonima residenza universitaria[1]
- adiacente a via Borsellino, angolo via Bixio, è in corso di totale riqualificazione il comprensorio ex-Westinghouse, la fabbrica multinazionale che fu attiva qui nella costruzione di freni dal 1907 al 1980 circa. Di quell'epoca, viene soltanto conservato l'edificio in stile liberty su via Borsellino, 20, opera dell'ing. Angelo Santonè (1906-1910)[2], ex sede delle officine meccaniche Dubosc prima, e Nebiolo dopo, poi utilizzata come una delle sedi logistiche delle Olimpiadi invernali Torino 2006.
- su Corso Vittorio Emanuele II in prossimità del Palazzo di Giustizia, in tempi recenti l'area verde è stata suddivisa in Giardini Vittime della Caserma La Marmora e Giardini Artiglieri da Montagna, quindi adibita ad autostazione dei bus

## Altri monumenti e luoghi d'interesse
- Parrocchia e comprensorio dedicato a san Pellegrino, che si affaccia su corso Racconigi, 25. Imponente costruzione con facciata in pietra bianca, realizzata in stile neogotico, nel 1885 circa.
- Parrocchia e comprensorio di Gesù Adolescente, in via Luserna di Rorà/via Verzuolo/Corso Racconigi, concepita in elegante stile eclettico, dove spicca l'alto campanile di 37 metri, concepita dall'architetto salesiano bresciano Giulio Valotti nel 1922; seriamente danneggiata dai bombardamenti nel 1942, fu restaurata nel dopoguerra[3].
- Lo storico mercato rionale all'aperto lungo tutto il tratto settentrionale di corso Racconigi. Si tratta, infatti, del secondo mercato rionale più grande della città dopo quello di Porta Palazzo[4]
- In Corso Racconigi, 51, negli anni 2000 fu costruito anche un piccolo mercato seminterrato coperto, prospiciente all'edificio che fu, un tempo, la ex FIP - Fabbrica Italiana Pianoforti, oggi sede di uffici comunali; si tratta di un imponente palazzo industriale del 1917, su progetto dell'ing. Enrico Bonicelli (Cesena, 1872 -Torino, 1939). Negli anni venti del Novecento, arrivò a produrre circa tremila pianoforti all'anno, fornendo lavoro a quasi un migliaio di operai[5]. Nel mese di dicembre 2017, il mercato coperto è stato chiuso a causa della situazione debitoria della società cooperativa Racconigi 51 con il Comune di Torino[6].

- Istituto di istruzione superiore Santorre di Santa Rosa, edificio in stile razionalista sorto come sede dell'allora Gruppo rionale fascista "Amos Maramotti"; di tre piani fuori terra, fu costruito nel 1936, su progetto di Giuseppe Canestri, col contributo di Vincenzo Lancia. Ora è sede di una scuola secondaria di secondo grado. L'angolo corso Peschiera-via Capriolo è dominato da una torre vetrata di 29 metri[7]
- Scuola Primaria "Gabrio Casati", dedicato all'omonimo senatore del Regno, fu uno dei più vecchi comprensori scolastici del quartiere, costruito nel 1914 su progetto dell'ingegnere comunale Ghiotti, e ampliata nel 1920[8].

## Sport
Il 13 aprile 1919, ad un solo un anno dalla fine del primo conflitto mondiale, venne fondata il Cenisia Calcio. La formazione fu presto destinata a divenire parte integrante della vita del quartiere, radunando dal principio gli operai che lavoravano nella zona, nel complesso sportivo di Via Cesana. Storicamente considerata la terza squadra di Torino, il Cenisia raggiunse apprezzabili traguardi soprattutto nel secondo dopoguerra, fino ad arrivare in Serie C e vincere, con le sue formazioni giovanili, cinque titoli nazionali nelle categorie "Primavera", "Ragazzi" e "Juniores"; tra le sue file hanno inoltre giocato numerosi calciatori che hanno vestito anche la maglia della Nazionale di categoria.
Testimonianza dell'attività sportiva nel quartiere rimangono ancora le aree di calcio dell'dell'Associazione Sportiva Dilettantistica di via Revello-via Cesana e il comprensorio sportivo di via Vinadio-via Valdieri, i due campi di calcio della Parrocchia di Gesù Adolescente. Un altro complesso sportivo importante è l'Associazione Sportiva Dilettantistica Cit Turin L.D.E. di Corso Ferrucci, che prende il nome dal quartiere adiacente, ma si trova in quartiere Cenìsia e precisamente nell'area verde denominata "Giardino Artiglieri da Montagna".

## Galleria d'immagini

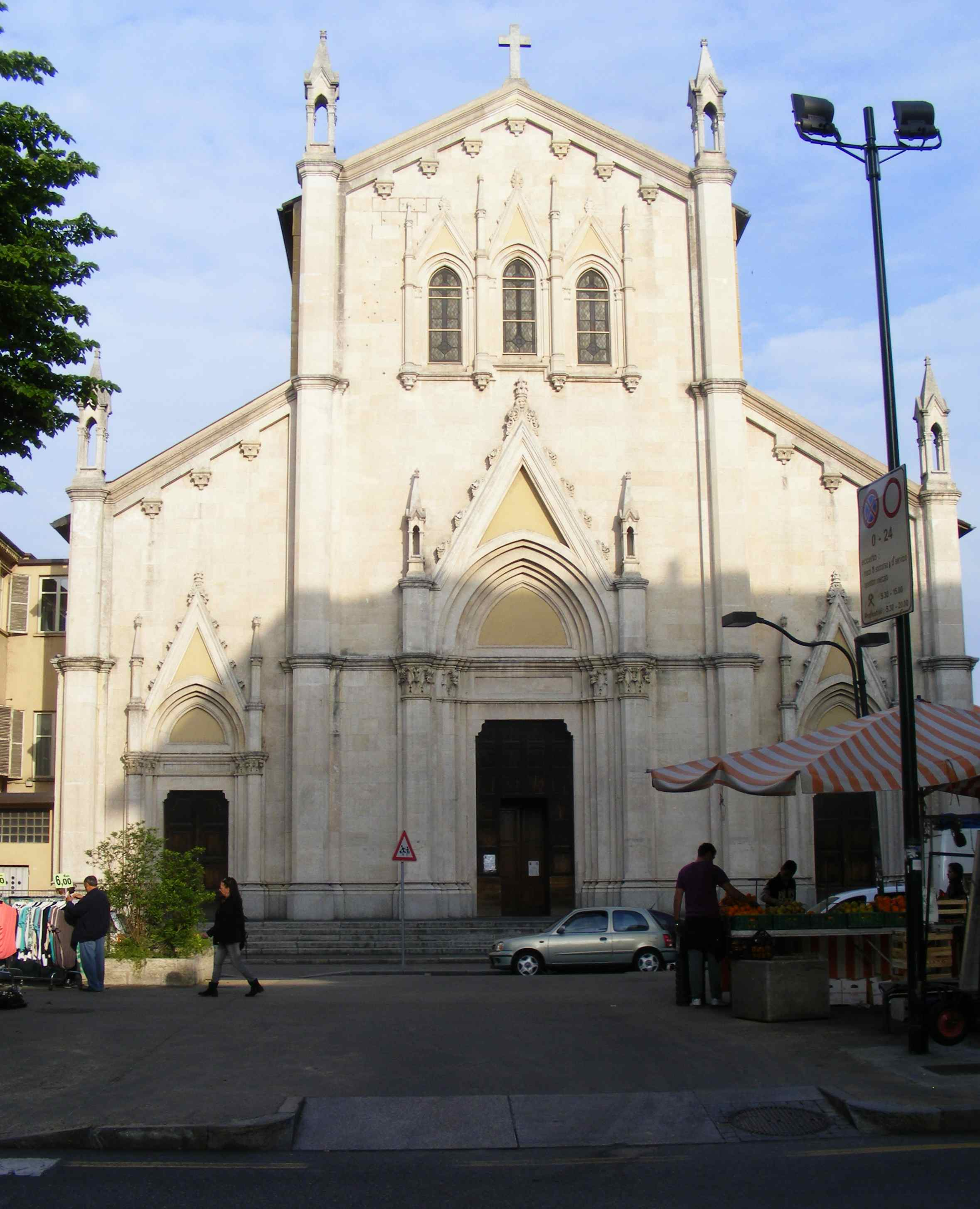
La chiesa di San Pellegrino in C.so Racconigi
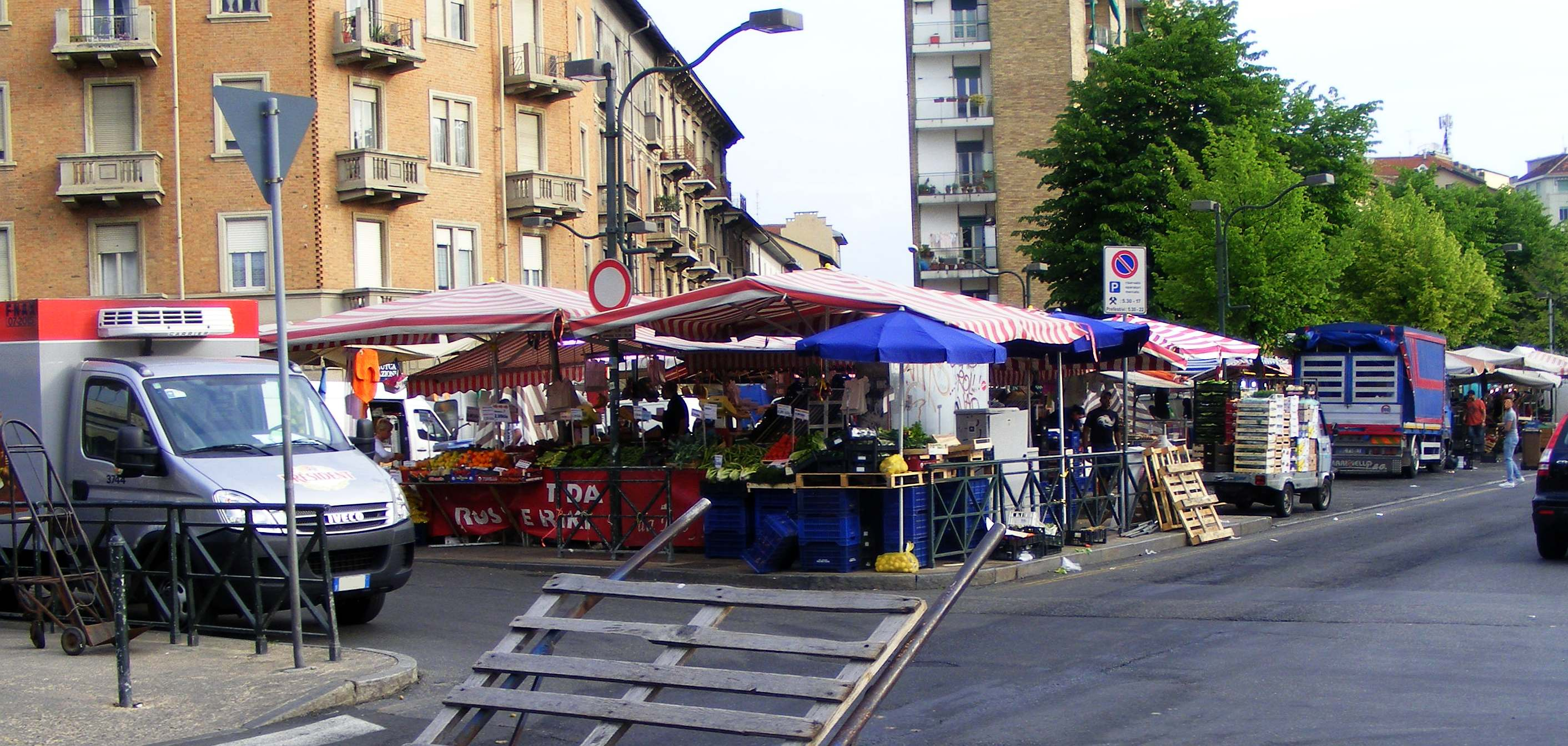
Il mercato di corso Racconigi
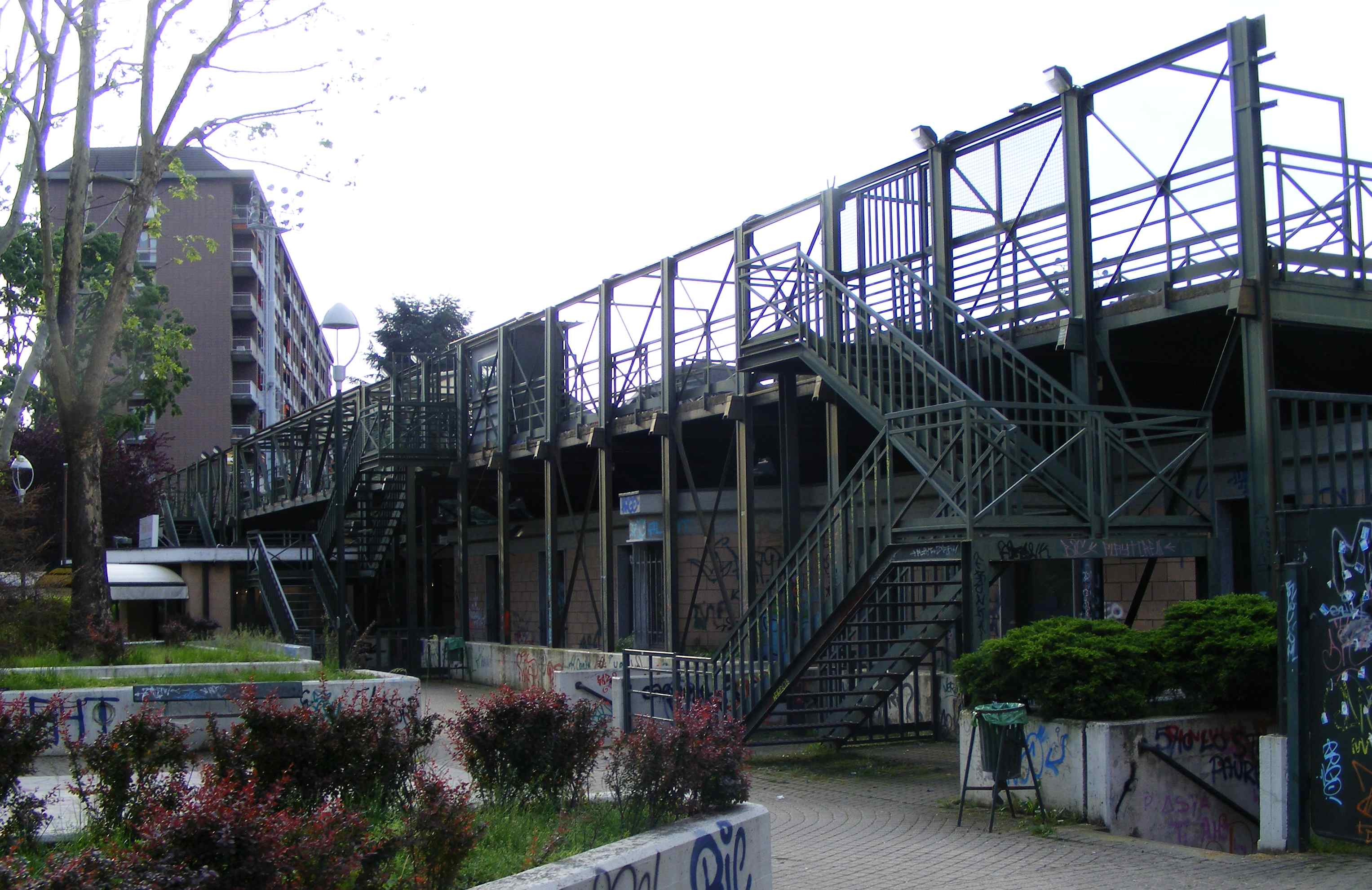
L'ingresso ai campi del Cenisia Calcio
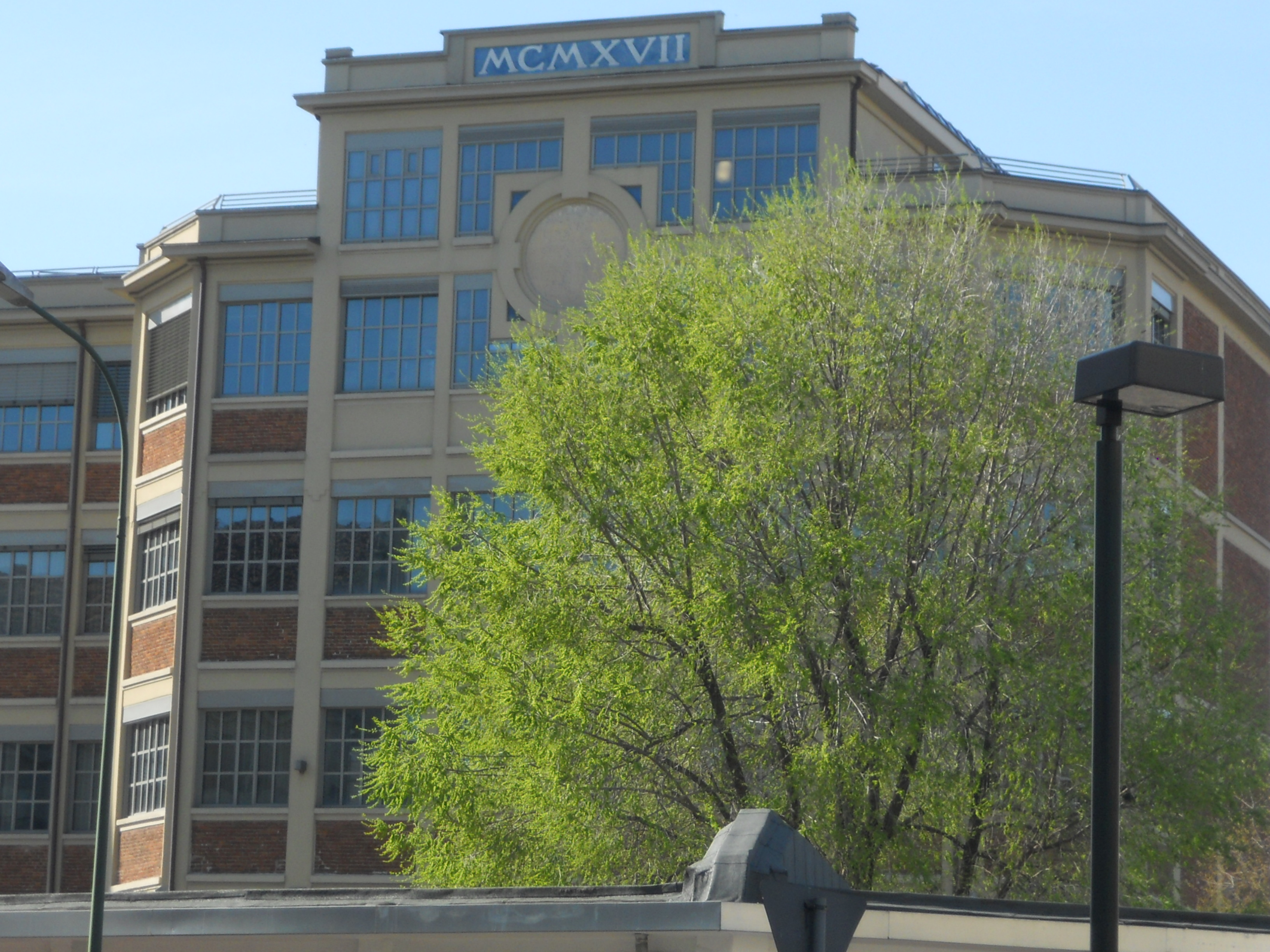
Particolare della facciata del Lingottino con l'anno di edificazione